# Boucan
Boucan – singel francuskiego rapera Maîtra Gimsa z gościnnym udziałem piosenkarza Jula i DJ–a Last One wydany 12 sierpnia 2016 roku. Został umieszczony na reedycji À contrecœur albumu Mon cœur avait raison.

## Lista utworów
- Digital download (12 sierpnia 2016)[2]

1. „Boucan” – 3:51

## Pozycje na listach
| Kraj             | Lista (2016–2017)   | Najwyższa pozycja |
| ---------------- | ------------------- | ----------------- |
| Francja          | Top 200 Singles     | 21                |
| Belgia (Walonia) | Ultratop 50 Singles | 44                |